# 開成州
开成州，元朝的州。
开成州本是唐朝的原州。宋朝为镇戎军。金朝为镇戎州。元朝初年，仍为原州。至元十年（1273年），皇子安西王分治秦、蜀，立开成府（今宁夏回族自治区固原市），仍视上都，号为上路。至治三年（1323年），降为开成州。领开成县、广安州。明朝洪武二年（1369年），降开成州为县，改名开城县。明孝宗弘治十五年（1502年），升开城县为固原州。